# Capture One
Capture One è un software professionale per la conversione RAW e l'elaborazione di immagini sviluppato da Phase One.

È progettato per fotografi professionisti che hanno bisogno di elaborare grandi volumi di immagini ad alta qualità in un veloce ed efficiente flusso di lavoro.
L'ultima versione è Capture One 16.4.3, disponibile per Windows e Mac ed è disponibile in cinese, ceco, inglese, francese, tedesco, italiano, giapponese, coreano, spagnolo e svedese.